# Паскен ап Гиртерн
Паскен ап Гиртерн (валл. Pasgen ap Gwrtheyrn) — король Биэллта; третий сын Вортигерна и его жены Северы, дочери Магна Максима.

## Биография
Паскен получил от отца земли на юго-западе Поуиса, на которых он основал королевство Биэллт. В его состав входило субкоролевство Гвертринион, вотчина Вортигерна. После гибели отца Паскен и братья достигли соглашения с Аврелием Амброзием, позволившим им править в Поуисе. Однако, согласно легенде, впоследствии Паскен восстал против Аврелия и пытался наслать на Британию саксов и ирландцев.
Паскен был убит Утером Пендрагоном в сражении при Миниу, но его сыну Брайгарду было позволено и дальше владеть Биэллтом.